# Manuel Roergas Serviez
Emmanuel Roërgas de Serviez (Cutry (Meurthe y Mosela), 16 de mayo de 1785-Apure, 30 de noviembre de 1816), conocido con el nombre hispanizado de Manuel Roergas de Serviez, fue un soldado y aventurero francés que participó en las guerras de independencia de América del Sur.

## Biografía

### Orígenes familiares
Fue bautizado el 6 de junio de 1785 en Longwy, proveniente de un linaje de nobleza militar menor, hijo de Emmanuel-Gervais Roergas de Serviez, entonces teniente del Regimiento Real-Rosellón. Su padre se casó con Marie-Henriette de Trelliard el 25 de diciembre de 1784 en Cutry (Meurthe y Mosela), cuya familia se dedicaba a la industria y los asuntos públicos. El suegro, François de Trelliard, le describe como «noble patricio de Parme, secretario del cabinete con el beneplácito de Su Alteza Real el Señor infante de Parme, y antiguo intendente de agricultura y comercio en los estados de Su Alteza Real». Entre los testigos de la ceremonia, se encuentra el futuro general Anne-François-Charles Trelliard, hermano de la novia.

### Revolución Francesa e Imperio
Emmanuel Roergas Serviez se alistó como voluntario en los ejércitos de la Revolución Francesa en la época del Directorio. Se desempeñó como teniente ayudante de campo de su tío materno, el general Anne-François-Charles Trelliard. En algún punto durante este tiempo se casó con Josefina Eugenia Teissier de Marguerittes, con quien tuvo dos hijos, Edmundo Manuel y Alfredo Manuel Roergas de Serviez. Combatió en Italia, Alemania y España, como miembro del ejército de ocupación. 
En 1809 ingresa como subteniente en el 2.º regimiento de Cazadores a Caballo de la Guardia Imperial y pide ser enviado a América, petición que es rechazada. En enero de ese mismo desertó para «escapar clandestinamente con la esposa de un general», y se embarcó hacia Inglaterra, y de allí a América.

### En América
En 1811, Manuel Roergas Serviez llegó a Venezuela donde se convirtió en coronel de caballería y ayudante de campo de Francisco de Miranda. En 1812, tras la caída de la Primera República de Venezuela, emigró a Nueva Granada y llegó a Cartagena de Indias en 1813. La Nueva Granada también había declarado su independencia de España y había enrolado a muchos de los oficiales venezolanos exiliados en su ejército para aumentar sus fuerzas contra los realistas españoles. El congreso federalista de las Provincias Unidas de la Nueva Granada enroló a Serviez en las filas del Ejército de la Unión con el grado de teniente coronel, y se le encomendó el entrenamiento y instrucción de las tropas en el sur del país.

#### Acción de “Las Cañas”
En 1813, Serviez fue desplegado al sur del país con una columna de tropas para ayudar a las fuerzas asediadas del ejército del sur que habían sido obligados a retroceder al Valle de Cauca tras la pérdida de la capital provincial de Popayán como resultado de una ofensiva lanzada por el ejército realista bajo el mando del brigadier español Juan de Sámano. En junio de 1813, Serviez llegó a la ciudad de Cartago en el norte del Valle del Cauca, donde los remanentes del ejército del sur, unos 150 soldados, se habían retirado.José Hilario López futuro presidente de Colombia, quien hasta ese entonces fue un cadete que figuraba dentro de las tropas del ejército del sur y más tarde futuro presidente de Nueva Granada, narró su primer encuentro con el oficial francés quien intentó reunir a las tropas desmoralizadas con su limitado español a defender la ciudad del avance realista. 
Allí Serviez entrenó a las tropas en el manual de armas francés, sin embargo, su estricta disciplina llevó a que muchos de ellos desertaran, dejándolo con solo alrededor de 400 hombres, Serviez y sus tropas esperaron en Cartago por los refuerzos prometidos de Santafé que nunca llegaron, mientras que esto sucedía, las tropas de Sámano marchaban lentamente hacia el norte desde Cali.
El 5 de agosto se llevó a cabo la acción de “Las Cañas” cuando llegaron las tropas de Sámano a Cartago. Serviez se hallaba atrincherado en una posición estratégica conocida como Cerro-Gordo, situada en la entrada de la cordillera del Quindío. Sus fuerzas sumaban 130 efectivos, entre los cuales se contaban 30 oficiales. Motivado por un fuerte impulso ofensivo, el jefe realista tomó la decisión de lanzar un ataque al día siguiente. A pesar de la dura resistencia ofrecida por las tropas de Serviez, los patriotas fueron desalojados de sus posiciones y derrotados totalmente por los realistas. En la acción de La Cañas, las fuerzas realistas lograron capturar armamento patriota los cuales consistían en 100 armas de fuego, 12 cañones de a uno, 4 esmeriles y 1 bandera. En términos de bajas los realistas sufrieron mínimas bajas. Las tropas independentistas, en cambio, sufrieron mayores pérdidas, incluyendo 13 muertos. La derrota obligó a Serviez y a su columna replegarse hacia la cordillera en dirección a Ibagué a través del camino de Quindío.  Sámano, al no considerar estratégica la persecución hasta Ibagué, se retiró hacia Cartago y Popayán el 11 de agosto.
Tras una penosa marcha que duró 8 días, Serviez y su tropa finalmente arribaron a Ibagué, el 11 de agosto de 1813, al llegar a la ciudad el cuerpo había sido reducido a 20 oficiales y solo un puñado de soldados. Al llegar a Ibague, fueron atendidos por el coronel José María Cabal que estaba a cargo de auxiliarlos, Cabal quien había vivido en París durante un  tiempo en su juventud se comunicó en francés con Serviez, quien le dio un informe de sus acciones y también había elogiado la conducta del joven cadete José Hilario López durante el combate.  

### Campaña del sur y arresto
Durante su estancia en Ibagué, el coronel Cabal encomendó al general Manuel de Serviez la responsabilidad de reclutar y entrenar nuevas unidades militares que serían incorporadas a la campaña de liberación de Popayán y del sur del país, la cual estaría bajo el mando del teniente general Antonio Nariño. En cumplimiento de esta misión, Serviez, en colaboración con el capitán británico Guillermo Enrique Virgo, organizó un escuadrón de caballería compuesto por lanceros que se integraría al cuerpo expedicionario. Luego de varios meses de preparación, Serviez y sus lanceros partieron en septiembre de 1813 hacia la ciudad de Purificación, punto estratégico designado por el general Nariño como lugar de concentración de los diversos batallones provenientes de las distintas provincias. Tras una espera de quince días y una vez reunido el grueso de las tropas, el ejército emprendió la marcha hacia el sur, arribando a la población de La Plata el 25 de octubre.
La ciudad de La Plata había sido seleccionada por el general Nariño como punto de concentración mientras se aguardaba la llegada de las tropas provenientes de la provincia de Antioquia. Durante este período, las fuerzas ya presentes en el lugar fueron sometidas a intensas jornadas de instrucción y entrenamiento. El coronel Serviez mantenía su posición como comandante del 3.er Batallón de Lanceros, pero además fue designado como instructor de caballería para la totalidad del ejército.
En su rol de instructor, Sérvez impuso un régimen de entrenamiento riguroso, caracterizado por su énfasis en una disciplina estricta, lo cual le otorgó notoriedad y, al mismo tiempo, generó un considerable grado de aprensión tanto entre las tropas como entre los oficiales.
Junto con el coronel español Manuel Cortés Campomanes, Serviez propuso a Nariño un cambio fundamental en la orientación doctrinal del ejército: abandonar la doctrina militar española que hasta entonces se había seguido y adoptar, en su lugar, la doctrina francesa. Este cambio implicaba la necesidad de reentrenar a las tropas para que dominaran las nuevas formaciones y tácticas, además de sustituir los tradicionales toques de tambor —propios del reglamento español— por toques de corneta, característicos del sistema francés.  Nariño dio su aprobación de esta iniciativa y los dos oficiales se dedicaron a trabajar en la implementación de la nueva doctrina y reglamento.
A pesar del valioso apoyo y del conocimiento técnico que Serviez y otros oficiales extranjeros proporcionaron al ejército, persistía un ambiente de desconfianza hacia ellos por parte de algunos oficiales y tropas neogranadinas. El carácter riguroso del entrenamiento impartido por Sérvez, así como su actitud percibida como arrogante —particularmente en lo que respecta a sus severas críticas hacia la preparación y competencia de los oficiales locales—, contribuyeron a deteriorar su relación con el cuerpo militar criollo y dificultaron su aceptación dentro de la estructura de mando. Esto culminaría con el arresto tanto de Serviez como de Campomanes después de que Nariño y su estado mayor los acusaran de tratar de causar una insubordinación entre las tropas e intentar destituirlo como comandante del ejército para tomar el control ellos mismos. Serviez fue acusado por dos oficiales extranjeros de haber supuestamente "solicitado fusiles a Bolívar con la intención de eliminar a las tropas de Cundinamarca, y de estar en connivencia con Campomanes para atentar contra la vida de Nariño en Popayán."
La supuesta evidencia detrás de esta acusación era dudosa en el mejor de los casos, asimismo, numerosos historiadores han cuestionado la manera en que Nariño gestionó la situación, sugiriendo que una de las posibles motivaciones detrás de la detención de Serviez y Campomanes fue su deseo de apartar a dos figuras que habían puesto en entredicho su liderazgo. A ello se suma el hecho de que ambos oficiales pertenecían al Ejército de la Unión, vinculado al Congreso federalista, una facción que, si bien había establecido una alianza táctica con Nariño para la ejecución de la campaña, mantenía una relación marcada por la desconfianza y las tensiones latentes.
En diciembre, mientras Nariño y el ejército patriota emprendían su marcha hacia Popayán, dando inicio formal a la campaña militar, los oficiales Serviez y Campomanes fueron trasladados como prisioneros a Santafé, donde serían sometidos a juicio por un tribunal militar a raíz de las acusaciones presentadas en su contra. Aunque la campaña liderada por Nariño tuvo un inicio prometedor, culminaría en un rotundo fracaso. Diversos historiadores han sostenido que la ausencia de dos oficiales de amplia experiencia y sólida formación militar como Serviez y Campomanes fue un factor determinante que contribuyó significativamente a la derrota del ejército patriota.
Los oficiales arrestados llegaron a Santafe el 8 de enero de 1814. El tribunal que lo juzgo estuvo conformado por altos mandos militares, presidido por el brigadier José Miguel Pey y compuesto por varios coroneles y oficiales retirados de cuerpos de milicias e infantería de Cundinamarca y Zipaquirá. Como auditor actuó el doctor Luis García, y el teniente coronel Lorenzo Ley ejerció como juez fiscal, mientras que el capitán Francisco Llamas ofició como secretario. El 18 de enero el tribunal de Santafé lo declaró inocente, lo que le permitió su liberación y reintegracion al ejército.

### Instructor Militar
Tras la conclusión del juicio, Sérvíez se trasladó a Medellín, en la provincia de Antioquia, adonde arribó a finales de enero de 1814. Una vez allí, las autoridades provinciales le asignaron el cargo de instructor de oficiales y cadetes, confiándole la formación militar de las tropas locales. Serviez trabajó junto al científico e ingeniero militar Francsico José de Caldas a quien se le había encomendado la tarea de crear una academia militar para enseñar y crear un cuerpo de ingenieros militares. Siendo instructor de dicha institución, uno de los nuevos cadetes le llamó la atención, siendo este el cadete José María Córdova, quien en ese momento solo contaba con 15 años de edad, rápidamente Serviez se convirtió en su mentor.
Serviez además fue instructor del Batallón Conscriptos de Antioquia, organizado por el presidente y dictador de la provincia de Antioquia, Juan del Corral. Durante su permanencia en Antioquia, Serviez desempeñó una amplia gama de funciones tanto en el ámbito logístico como en el organizativo del ejército. Entre sus responsabilidades se encontraba la instrucción de los cadetes y la supervisión de una banda militar dirigida por un compatriota suyo, para la cual debía gestionar la provisión de instrumentos musicales y asegurar que tanto músicos como soldados contaran con el vestuario adecuado.
Asimismo, fue encargado de la administración de la maestranza, y en ejercicio de este rol, en julio de 1814 elevó una solicitud al comisario provincial para la adquisición de diversos insumos indispensables para el funcionamiento del cuerpo militar. Entre los artículos requeridos figuraban materiales como cobre, madera, cera negra, limas, aceite de linaza, un modelo de chaqueta para la caballería y aproximadamente dos mil pares de alpargatas.
Una de sus principales preocupaciones era el estado de desnudez en el que se encontraban la mayoría de los soldados. En consecuencia, instó reiteradamente a sus superiores a acelerar la confección de uniformes y a agilizar la recolección de donativos en ropa. Del mismo modo, solicitó otras provisiones básicas para el abastecimiento de las compañías, tales como peines de madera, cuchillos, cucharas de hierro estañadas y botines de paño negro.
Ante las demoras en la entrega de dichos elementos, en agosto de 1814, Serviez envió ante el Comisario Provincial, Francisco Montoya, al cabo Blanquicet, quien se encontraba enfermo y carecía de artículos básicos como una cobija y ropa interior, con el fin de que se atendieran sus necesidades más urgentes.
Otra de las labores asignadas a Serviez fue la inspección del hospital militar. Allí detectó una grave carencia de camas, por lo que recomendó la confección de al menos veinte colchones y almohadas. Adicionalmente, expresó su inconformidad con el desempeño del médico responsable, quien, según él, no sabía tratar el “morbo gálico” —nombre que entonces se daba a la sífilis—. Ante ello, decidió citarlo en su residencia para instruirlo en un tratamiento que conocía, el cual consistía en sumergir a los pacientes en una solución especial dentro de pozuelos. Para este fin, solicitó la construcción urgente de cuatro de estos recipientes.

### Batalla de Bogotá
En Octubre Serviez fue llamado por el gobierno a trasladarse a Tunja donde se encontraba el congreso con el fin de unirse al ejército de la unión bajo el mando del general Simón Bolívar que tenía la tarea de subyugar a los centralistas del Estado de Cundinamarca y anexarlos a las Provincias Unidas de Nueva Granada, ya que el gobierno de la unión quería que esta provincia entrase en la confederación para formar un frente común ante las grandes amenazas que se veían por todos los puntos del horizonte de una reconquista española poderosa, y en el momento por todas partes triunfante. 
Serviez llegó a Tunja en noviembre y fue ascendido a coronel efectivo. Bolívar lo designó como comandante general de la caballería, tenía a su órdenes las siguientes unidades: Dragones de Caracas, Caballería de Lanceros, y los Cazadores. El 10 de diciembre de 1814, comenzó el Asedio de Santafé de Bogotá, con un combate intenso que se alargó hasta la noche. El día siguiente 11 de diciembre Serviez y la caballería tomaron la batería de San Victorino, mientras otras unidades federalistas avanzaban por las calles paralelas bajo el fuego de fusileros que les disparaban desde tejados, ventanas y balcones, dándose un combate casa por casa en algunos sectores. El oficial francés continuó su ataque por la calle Real hacia la plaza mayor. La batalla terminó el 12 de diciembre con la rendición del Presidente cundinamarqués Manuel de Bernardo Álvarez y el jefe militar de la ciudad el brigadier José Ramón de Leyva. A raíz de la batalla Serviez recibió una herida en su pierna, a pesar de esto su actuación en la batalla fue considerada brillante, el historiador José Manuel Groot también menciona que Serviez arrancó en San Victorino la placa que Nariño había hecho colocar como recuerdo de la victoria de la Batalla de San Victorino del 9 de enero de 1813. 
Con la victoria federalista Cundinamarca entró a las Provincias Unidas y el congreso federal se trasladó a Santafé convirtiéndolo una vez más en la capital del país.

### Batalla de río Palo
Al recuperarse de su herida, el coronel Serviez regresó a Antioquia para hacerse cargo de las tropas organizadas para su defensa y fue quien dirigió la columna de infantería enviada hacia el sur, de la cual formaba parte el subteniente Córdova, quien pronto fue elevado a la posición de edecán del francés. Serviez junto con el batallón Conscriptos de Antioquia se unieron al ejército del sur bajo el mando del General de Brigada José María Cabal como refuerzos para la defensa del Valle del Cauca ante la ofensiva realista que se planeaba, al llegar al valle el general Cabal nombró al coronel Serviez como mayor-general del ejército del sur.
En junio, el general Serviez participó en el combate de Ovejas, una posición avanzada sobre el río Ovejas al sur del campo fortificado del río Palo, donde se encontraba la mayor parte del ejército patriota. Aunque la ubicación ofrecía ventajas tácticas, las fuerzas republicanas se vieron obligadas a replegarse tras aproximadamente dos horas de enfrentamientos, debido al avance inesperado de las tropas realistas. El general Serviez había recibido instrucciones precisas del coronel Cabal en el marco del plan general de defensa, pero no las cumplió. Por el contrario, ordenó el avance de cincuenta soldados del Batallón Cazadores del Socorro, al mando del capitán Vicente Acevedo, y los posicionó en una cortada cercana al río. A pesar de las órdenes reiteradas de Cabal a Serviez  para que dicha tropa se retirara, esta maniobra solo se ejecutó tras insistencias reiteradas.

Esta acción contravenía directamente las órdenes emitidas por Cabal respecto al despliegue de tropas en la zona. Como resultado, cuando las tropas españolas irrumpieron en el área, los patriotas se vieron forzados a retirarse antes de lo previsto, en condiciones desfavorables. Según testimonios de la época, como el del comandante del Batallón Socorro el teniente coronel Pedro Monsalve, 
"si el mayor general no hubiese detenido prematuramente a las fuerzas patriotas y se hubiera cumplido el plan inicial, la retirada podría haberse efectuado ordenadamente hacia el río Palo, sin necesidad de comprometer la infantería ni incurrir en pérdidas innecesarias que pusieron en riesgo al ejército en su conjunto".
Por fortuna, la situación no derivó en consecuencias irreversibles, y el ejército patriota logró replegarse exitosamente hacia las fortificaciones previamente dispuestas en el campo del río Palo, conforme al plan de defensa trazado por el general Cabal. El 5 de julio se libró la Batalla del río Palo, cuando las fuerzas realistas cruzaron el río en horas de la mañana. Durante el combate, Serviez desempeñó un papel decisivo al comandar el centro de la línea patriota, donde estaba ubicada la artillería. Más adelante, lideró personalmente una carga combinada a bayonetas a pie, luego de que su caballo fuera muerto en plena acción. La victoria detuvo la ofensiva española, y Serviez fue reconocido por la eficacia con la que se ejecutó la persecución a corta y larga distancia, lo que permitió explotar el éxito tanto en términos tácticos como estratégicos. La misión de persecución a larga distancia, encomendada al coronel Serviez al mando de una fuerza combinada de infantería y caballería de 300 hombres, resultó fundamental. Gracias a esta acción, se evitó una posible reorganización del enemigo o una contraofensiva que hubiera comprometido la consolidación de la victoria y se logró la recaptura de Popayan poco días después.
Aunque el general Cabal planeaba una nueva ofensiva para tomar a Pasto, la situación militar de la república cambiaria rápidamente con la llegada del 10.000 soldados españoles del Ejército Expedicionario de Costa Firme al mando del teniente general Pablo Morillo quien llegó a Santa Marta en agosto de ese mismo año, y a finales del mes comenzó su asedio a Cartagena de Indias. El poderoso ejército del sur fue desmantelado poco por poco debido a las necesidades en el norte. En octubre otra fuerza española al mando del Coronel Sebastián de la Calzada invadió al país desde Venezuela. Debido la experiencia que tenía Serviez fue llamado por el gobierno a trasladarse a Santafé en octubre, llegó a la capital el 17 del mismo mes. El Gobierno lo destacó inmediatamente a Tunja para tomar el mando de las tropas de la ciudad, aunque tuvo lidiar con el gobernador de esa provincia quien no quería entregar el mando de las tropas en esa provincia argumentado que a Serviez solo se le dio el mando de las tropas regladas y no las voluntarias. Con el apoyo del Presidente de la Unión Camilo Torres se pudo arreglar la situación. 

### Comandante del Ejército de la Unión
Al llegar el año de 1816, la situación militar república empeoraba drásticamente. El 22 de febrero el ejército del norte al mando del General Custodio García Rovira fue derrotado totalmente por el coronel Calzada en la Batalla de Cachirí, el norte del país quedada prácticamente en manos de los invasores. 
A raíz de este desastre, el presidente Torres antes de dimitir el cargo le confió el mando absoluto del Ejército de la Unión el 7 de marzo de 1816 al coronel Serviez. Serviez aceptó su nombramiento pero puso condiciones como su ascenso a General de Brigada y la remoción del entonces secretario de guerra Andrés Rodríguez a quien creía incompetente para su cargo. Estas condiciones fueron aceptadas por el gobierno, y Serviez se trasladó al Puente Real de Vélez donde el general García Rovira le entregó el mando de lo que quedaba de las tropas del ejército del norte el 22 de marzo. Cuando tomó el mando de este ejército fue su segundo el Coronel Francisco de Paula Santander. 

Aunque el gobierno de la unión quería que Serviez presentara una batalla campal para contener al enemigo, esto fue imposible debido a la poca tropa siendo estos solo unos 1.200 tropas mal armados y mal vestidos, además se había perdido muchas armas y municiones en Cachirí que quedó evidente en la carta que escribió Serviez el 1 de abril al secretario de guerra. 
“La desnudez y miseria en que he encontrado reducido este ejército, es inexplicable. V.S. puede suponérsela después de una derrota como la de Cachirí, antes de la cual hacía por lo menos seis meses que no recibían vestuario. Hay soldados que sin chaqueta ni camisa se cubren sólo con la frazada, espectáculo que no puede mirar con indiferencia un jefe sensible, amante de la disciplina, casi incapaz de establecerse entre soldados desnudos y a quienes se les falte con lo más preciso para la subsistencia. U.S. debe persuadirse de que nuestros soldados son los más virtuosos que jamás ha tenido nación alguna; ellos en medio de la desnudez y continuados padecimientos, han sido incitados por los enemigos a abandonar nuestras filas; por unos enemigos a quienes están viendo perfectamente vestidos y exactamente pagados. Pero sus virtudes son superiores a estos alicientes, que a otros que no fueran ellos ya los habrían seducido y deslumbrado”

### Retirada a los Llanos

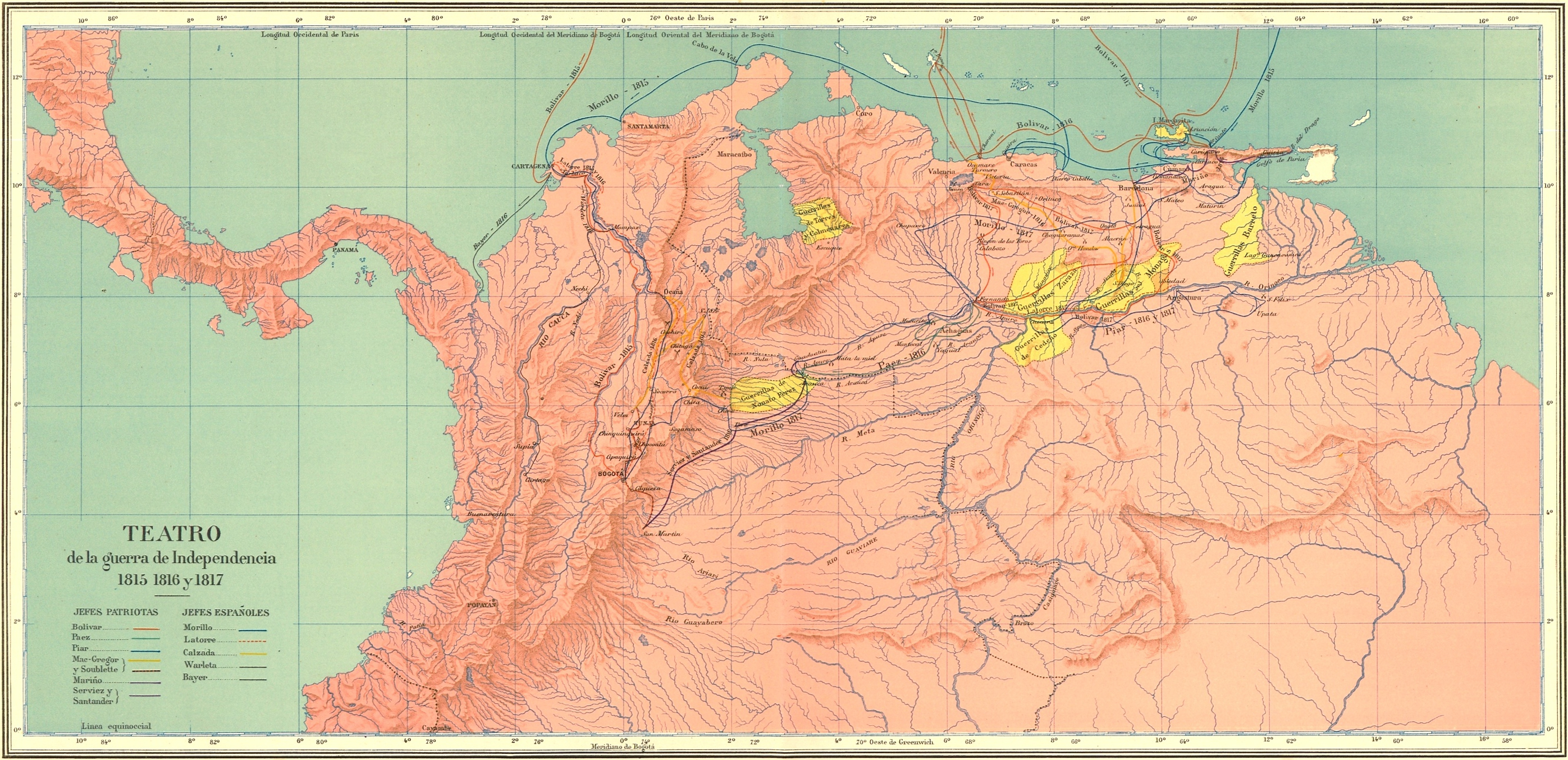
Ruta que tomó el general Serviez y el Ejército de la Unión en su retirada al sur.

Poco después de mandar esa carta Serviez concibió la idea de retirarse a la provincia de Casanare en los llanos orientales con las tropas de la unión. Buscaba salvar el menguado ejército, aprovechando las condiciones del inmenso territorio de la llanura donde desgastaría al enemigo aplicándole el sistema de guerra de guerrillas. El día 2 de abril, Serviez inició la ejecución de su retirada, protegiendo la operación con un escuadrón de Dragones desmontados. Ordenó cortar los puentes del río Suárez desde Moniquirá hasta el camino del Monte de la Paja e inutilizar en cuanto se pudiera los caminos, todo esto ejecutado con gran disciplina. La retirada continuó por la vía Chiquinquirá, Ubaté, Lenguazaque y Chocontá. 
Al llegar a Chiquinquirá, el Ejército de la Unión había crecido para un total de 2000 tropas (1000 infantes 1000 jinetes) y 4 piezas de artillería. Pero el rápido advance de las tropas españolas los obligó a acelerar la retirada y en buen orden marcharon en dirección a Chocontá. Pero antes de abandonar de Chiquinquira, Serviez ordenó que las tropas llevasen el cuadro de Nuestra Señora Virgen de Chiquinquira. Este fue un intento por parte de Serviez de usar la imagen de Nuestra Señora de Chiquinquirá para comprometer el espíritu religioso los pueblos en favor de la causa de la República y también para poder elevar la moral de su tropa tan sufrida.
Sin embargo, se presentó una marcada discrepancia en torno a la estrategia militar a seguir entre el entonces presidente de la Nueva Granada, José Fernández Madrid, y el comandante del ejército, general Manuel de Serviez. Mientras Fernández Madrid proponía movilizar la totalidad de las tropas hacia el sur con el objetivo de unirse al ejército del general Cabal en Popayán y así consolidar las fuerzas restantes de la república, Serviez se mantuvo firme en su decisión de marchar hacia los Llanos de Casanare. Además, instó al presidente de la Unión y al batallón Guardia de Honor —unidad conformada por oficiales y soldados provenientes de diversas provincias soberanas— a acompañarlo. Cabe destacar que, en este contexto, la postura de Serviez, militar experimentado y con amplio conocimiento estratégico, resultó ser considerablemente más acertada que la propuesta planteada por el presidente Fernández Madrid.
El gobierno, por medio de una carta firmada por el secretario de Guerra, José María del Castillo Rada, con fecha del 23 de abril, intentó remover al general Manuel de Serviez de su cargo. En dicha comunicación, se le instruía al segundo al mando, el coronel Francisco de Paula Santander, que, en caso de que Serviez se negara a acatar la orden de marchar hacia el sur, procediera a destituirlo y asumiera el mando del ejército para ejecutar la maniobra. No obstante, Santander se negó a cumplir la orden, incluso cuando se le ofreció, como incentivo, su ascenso al grado de general.
El presidente Madrid al no poder obligar a Serviez retirarse al Sur abandonó la capital en la noche del 2 de mayo. Serviez quien había acantonado sus tropas en Usaquén se supo de la llegada de las fuerzas españolas comandadas por el brigadier Miguel de la Torre y el coronel Sebastián de la Calzada quienes contaban con 3000 tropas a Zipaquira el 4 de mayo a las 4:30 de la tarde. De inmediato aceleró la retirada de los patriotas, su vanguardia pasó por Santafé esa misma noche y el día siguiente paso el resto del ejército para tomar el camino a Cáqueza. Llevaban una gran cantidad de equipaje y más de doscientas reses, transportaban también en un cajón el cuadro de la Virgen de Chiquinquira. El día siguiente 6 de mayo, llegó el ejército republicano a la pequeña población de Chipaque cerca de las 4:30pm. Pero la noche anterior se evaporó gran parte del ejército, De los 2.000 hombres de infantería y caballería que contaba en sus filas no quedaron en aquella noche más que 600 infantes y 30 jinetes. El resto se desertó con sus oficiales, viéndose obligados los que permanecieron unidos a tirar el parque en los fosos y cañadas porque era numeroso y no tenían bagajes en qué conducirlos. El mismo día entraron las tropas españolas del brigadier Miguel de la Torre a Santafé, de inmediato ordenó al capitán Antonio Gómez, comandante de los carabineros leales de Fernando VII, con su escuadrón y la compañía de Cazadores del regimiento de Numancia para que persiguieran a las tropas de Serviez.
Durante los siguientes días Serviez y su ejército marcharon por el camino real en dirección a Cáqueza. El capitán Gómez y su columna dio alcance a la retaguardia republicana el 9 de mayo, en el Alto de Ubatoque. Allí se libró una leve escaramuza, pero los patriotas continuaron su retirada a través del bosque de Quebradahonda. Procedieron a abandonar el cajón que contenía la Virgen de Chiquinquirá en una choza situada en la altura de Sáname. 

#### Acción de la Cabuya de Cáqueza
Pocos días después, el 11 de mayo, en el paso de la Cabuya sobre el río Negro, las fuerzas patriotas fueron nuevamente alcanzadas por las tropas realistas, lo que dio lugar a un enfrentamiento entre ambos bandos. El combate resultó ser un desastre absoluto para los republicanos: sus tropas fueron dispersadas, un número considerable de soldados cayó prisionero, y se perdieron importantes recursos logísticos, incluyendo equipajes, armamento, municiones e incluso el archivo militar. Como se había cortado la tarabita de Río Negro, los que pudieron pasar, para librarse de la inmediata persecución, alcanzaron apenas a doscientos, entre oficiales y soldados, los cuales, en pésimas condiciones, pudieron encaminarse a San Martín.
Desde allí siguieron su retirada por Apiay con las fuerzas de la Torre todavía en persecución de ellos. Para complicar a su enemigo, Serviez usó la táctica de tierra arrasada para impedir que su los españoles pudieran aprovechar de los recursos naturales de los lugares que atravesaba. Esta táctica afectó mucho a las operaciones de la Torre quien manifestó este problema en una carta al general Morillo donde dijo "por donde yo voy todo lo arruinó Serviez con el efecto de que no nos quedasen auxilios."
Cuatro semanas después, el 23 de junio, las fuerzas diezmadas del general Serviez, acompañadas por un grupo de civiles, lograron llegar a la localidad de Pore, capital de la provincia de Casanare. Hasta ese punto, apenas habían sobrevivido poco menos de 300 personas, incluyendo civiles, oficiales, caballería e infantería, de la cual solo quedaban 56 efectivos. Aunque Serviez tenía la intención de permanecer al menos un mes en Pore para recuperarse de las extenuantes condiciones sufridas durante la penosa travesía, dicha posibilidad se vio frustrada ante la inminente amenaza de una fuerza considerable que avanzaba en su persecución, al mando del brigadier La Torre.
Mientras tanto, el general Pablo Morillo, desde Santafé, exigía con vehemencia que el brigadier La Torre intensificara la persecución de las fuerzas republicanas con la mayor determinación posible. Consciente, en su calidad de militar de carrera, del riesgo estratégico que suponía una eventual insurgencia establecida en los Llanos Orientales, Morillo reprendió enérgicamente a La Torre y le ordenó utilizar todos los recursos disponibles para aniquilar a las fuerzas patriotas. Como parte de esa ofensiva, las tropas realistas ocuparon la población de Pore el 10 de julio; no obstante, el general Serviez ya había logrado evacuar el lugar oportunamente, evitando así un enfrentamiento directo.
La columna republicana continuó su marcha en dirección al río Arauca, pero fue atacada el 29 de junio en el sitio conocido como la laguna de Guachiría por el coronel Manuel Villavicencio, quien había sido enviado personalmente por Morillo desde San Gil hace meses, acompañado por un contingente de los Húsares de Fernando VII. La escaramuza se prolongó durante horas y solo concluyó con la llegada de la noche, momento en el que las tropas peninsulares abandonaron el campo de batalla y se dirigieron hacia la cordillera. Ante esta situación, las fuerzas de Serviez prosiguieron su retirada hacia los límites de la Nueva Granada con el objetivo de reagruparse con otras fuerzas patriotas dispersas a lo largo del extenso territorio llanero.
Serviez por fin pudo encontrar su refugio en Chire donde fue auxiliado por el general Rafael Urdanaeta y sus 400 jinetes cerca a Chire el 1 de julio de 1816. Al final de esta épica retirada solo quedaban 56 infantes y 150 jinetes. A pesar de las inmensas dificultades que se vieron gracias a esta estratégica retirada, el general Manuel de Serviez había logrado salvar las figuras más valiosas, en términos militares, para la revolución de Independencia como Francisco de Paula Santander, Antonio Morales, Tomás Montilla, José María Vergara y otros.

### Campaña en los Llanos
Después de llegar a los llanos y unirse a las fuerzas de Urdaneta, las debilitadas tropas patriotas se retiraron aún más hacia el interior de las vastas llanuras. En los extensos y escasamente poblados Llanos Orientales de la Nueva Granada operaban tres grupos de fuerzas patriotas, aunque lo hacían de manera independiente entre sí. Uno de ellos estaba liderado por el coronel venezolano Miguel Valdés, comandante de las tropas de Casanare, también conocidas como el Ejército del Oriente, cuyo centro de operaciones se encontraba en la localidad de Guasdualito. El segundo grupo estaba al mando del coronel Juan  Nepomuceno Moreno, oriundo de Casanare y gobernador de dicha provincia. El tercero era comandado por el general venezolano Rafael Urdaneta. Como se ha mencionado, a este último grupo se unieron los restos de las tropas neogranadinas bajo el mando del general Serviez y del coronel Santander tras su retirada.
La multiplicidad de grupos y de mandos generó una situación caótica, cercana a la anarquía, debido a la ausencia de una estructura de mando unificada. Para resolver este problema, el coronel Valdés propuso una reunión entre los distintos líderes en la localidad de Arauca, situada a orillas del río del mismo nombre, en la frontera entre Venezuela y Nueva Granada. Serviez y Urdaneta aceptaron la propuesta y enviaron a Santander como su representante.
El 16 de julio se llevó a cabo la reunión en Arauca, donde los delegados constituyeron una junta. Durante el encuentro, el coronel Valdés manifestó la imposibilidad de continuar en el mando debido al deterioro de su salud. La junta acordó entonces, por unanimidad, designar a Fernando Serrano, exgobernador de la provincia de Pamplona, como presidente. El abogado Francisco Javier Yáñez fue nombrado ministro secretario general, y los generales Serviez y Rafael Urdaneta fueron designados asesores del gobierno civil. La junta decidió posteriormente votar quién asumiría el mando del ejército unificado, siendo elegido el coronel Francisco de Paula Santander. Su mando duró apenas dos meses, durante los cuales los patriotas se retiraron aún más hacia el este, cruzando la frontera hacia los llanos de Apure en Venezuela, mientras las fuerzas españolas intentaban expulsarlos del territorio llanero.
En septiembre de 1816, el teniente coronel José Antonio Páez asumió el mando del ejército, a pesar de su rango inferior. El coronel Santander aceptó esta decisión y se subordinó a sus órdenes. Páez asumió el control tanto del ejército como del gobierno civil provisional presidido por Fernando Serrano, a quien ordenó cesar en sus funciones. Como consecuencia, el general Serviez fue relevado de su cargo como asesor del gobierno.
Páez procedió entonces a reorganizar el ejército en tres brigadas de caballería: la primera bajo el mando del general Urdaneta, la segunda al mando del general Serviez, y la tercera dirigida por Santander.
A finales de septiembre, Páez y su ejército iniciaron la ofensiva y se dirigieron hacia el poblado de Achaguas, donde el ejército español había concentrado sus fuerzas.
El 8 de octubre de 1816, el ejército patriota se enfrentó a la caballería española comandada por el coronel Francisco López en la Batalla de El Yagual. Donde Serviez y su brigada recibieron la orden de cargar contra el enemigo, lo cual hicieron con éxito junto a las demás unidades. La batalla fue particularmente sangrienta y terminó siendo una victoria contundente para el ejército de Páez en Apure.

## Muerte
Poco después de la batalla, Serviez, quien venía quejándose de problemas de salud, se retiró con el permiso del general Páez a una pequeña finca propiedad de una señora llamada Presentación en un sector conocido como el "Chorrerón" a una legua de Achaguas para recuperarse de sus fatigas. A las altas horas de la noche del 30 de noviembre de 1816, cuatro hombres se presentaron en la puerta alegando ser mensajeros del ejército con órdenes de que el general debía presentarse de inmediato en el campamento. Luego lo llevaron a un bosque cercano, donde lo asesinaron.

Muchos sospecharon que el asesinato fue instigado por el propio Páez, como parte de una maniobra destinada a consolidar su liderazgo en la disputa por el control del ejército combinado de Venezuela y Nueva Granada. Entre quienes respaldaron esta hipótesis se encontraba José María Córdova, quien llegó a responsabilizar exclusivamente a Páez por la muerte de su mentor. Así lo manifestó en una carta dirigida al general Francisco de Paula Santander en 1826, en la que se refirió a Páez en términos despectivos, afirmando: 
¿Qué acción buena se espera de quien mandó asesinar al general Serviez, de quien ha desobedecido al Libertador repetidas veces en las campañas de los años 18 y 19? 
Sin embargo, nunca se ha encontrado evidencia concreta que respalde dicha teoría. Una hipótesis alternativa sostiene que los hombres habían estado siguiendo al ejército con la intención de robarle el dinero a Serviez. Por su parte, al enterarse del asesinato, el general Páez declaró haber ordenado “exquisitas diligencias para averiguar el paradero de los autores del asesinato”. No obstante, estas investigaciones resultaron infructuosas, ya que la única testigo presencial no logró identificar a los agresores, y nunca se obtuvo información adicional que permitiera esclarecer la identidad de los responsables.

Páez sostuvo que los asesinos probablemente habían seguido al ejército con el propósito de robar a Serviez. En su autobiografía publicada en 1867, se refirió al crimen en los siguientes términos:
En aquellos tiempos en que había tanto hombre suelto por los campos, no perteneciente al ejército, era una imprudencia del general haberse ido lejos de él, y mucho mayor cuando á él le sobraban enemigos que le habían seguido de la Nueva Granada. Entre nosotros ninguno tenía, pues acababa, como quien dice, de llegar á nuestro suelo, y se había portado muy bien en la acción del Yagual."
La mayoría de los historiadores, si no todos, han descartado la participación de Páez en la muerte de Serviez, ya sea como autor intelectual o como cómplice, considerando que el móvil fue simplemente despojar al general de su dinero.

## Familia
Emmanuel Roërgas de Serviez se había casado con Joséphine-Eugénie Teissier de Marguerittes el 28 de noviembre de 1805 en París. Su divorcio se declaró el 17 de agosto de 1810. La pareja tuvo dos hijos. 
El más joven, Alfred Emmanuel Roërgas de Serviez (nacido en París el 10 de marzo de 1807 y muerto en la capital el 13 de agosto de 1849), hizo carrera como secretario en el Ministerio de Marina. Dedicado a la literatura en su tiempo libre, publicó cinco novelas históricas bajo el seudónimo de Maurice de Viarz: 
- L'Aide de camp, ou l'Auteur inconnu, souvenirs des deux mondes (El ayudante de campo, o el autor desconocido, Memorias de los dos mundos), París, Dufey y Vezard, 1832, VIII-404 p. Este libro está inspirado en el destino de su padre.
- Neuf jours d'hymen, ou La cour en 1610,, París, C. Lachapelle, 1834, 2 volúmenes.
- Le Démon du midi, chronique espagnole, París, C. Lachapelle, 1836, 2 volúmenes.
- Histoire de Colbert, París, Debécourt, 1842, XII-428 p.
- Histoire du brave Crillon, París, Debécourt, 1843, 531 p.

## Legado
El 24 de mayo de 1963 el Ejército Nacional de Colombia activó el Batallón de Infantería N.º 20 Aerotransportado "General Roergas Serviez" en honor a este oficial, esta unidad hace parte de la Cuarta División del Ejército en la ciudad Villavicencio en el Departamento de Meta.
En el año de 1964, por iniciativa de la Academia Colombiana de Historia surgió la idea de rendir un homenaje al general Serviez y a los otros oficiales franceses que habían participado en la guerra de independencia. En la mañana del 11 de mayo de 1966 en conmemoración del sesquicentenario de la acción de la Cabuya de Cáqueza, fue inaugurado un busto de bronce del general Manuel Roergas de Serviez en Bogotá. El monumento se inauguró con una ceremonia, donde se destacaron los discursos de Julio Londoño, miembro de la Academia de Historia y de Robert Valeur, el entonces embajador de Francia en Colombia. Este busto fue obra del escultor peruano Gerardo Benítez y se encuentra en la Calle 61, entre carreras Cuarta y Quinta en el sector de Chapinero ( 4A-21).